# Bahnhofsviertel (Frankfurt nad Menem)
Bahnhofsviertel, Frankfurt-Bahnhofsviertel – 3. dzielnica (Stadtteil) miasta Frankfurt nad Menem, w Niemczech, w kraju związkowym Hesja. Należy do okręgu administracyjnego Innenstadt I.